# سیارک ۸۷۳۸
سیارک ۸۷۳۸ (به انگلیسی: 8738 Saji، نامگذاری:1997AQ16) هشت هزار و هفتصد و سی و هشتمین سیارک کشف شده‌است که در ۵ ژانویه ۱۹۹۷ کشف شد.
قدر مطلق سیارک برابر ۱۴٫۹۰ است.